# Foktő
Foktő (kroatisch Voktov) ist eine ungarische Gemeinde im Kreis Kalocsa im Komitat Bács-Kiskun. Zur Gemeinde gehört als Exklave der sieben Kilometer nordöstlich gelegene Ortsteil Kisfoktő.

## Geographische Lage
Foktő liegt 500 Meter vom linken Ufer der Donau entfernt, drei Kilometer westlich der Stadt Kalocsa, an dem Kanal Csorna–Foktői-csatorna. Fünf Kilometer nördlich befindet sich die Nachbargemeinde Uszód.

## Gemeindepartnerschaften
- Satu Mare (Harghita), Rumänien, seit 2017

## Sehenswürdigkeiten
- Árpád-Statue (Árpád-szobor)
- Magyarok-Nagyasszonya-Statue
- Reformierte Kirche, erbaut 1839–1843 nach Plänen von József Hild, die Orgel der Kirche wurde 1869 von János Pokorny gebaut
- Römisch-katholische Kirche Csodatevő Szent Gergely, erbaut 1784 (Spätbarock)
  - Vor der Kirche befindet sich eine Christusstatue.
- Standbild des heiligen Johannes Nepomuk (Nepomuki Szent János-szobor)

## Verkehr
Nördlich der Gemeinde verläuft die Landstraße Nr. 5106. Der nächstgelegene Bahnhof befindet sich in Kalocsa.